# Aspidoscelis angusticeps
Espèce
Synonymes
- Cnemidophorus angusticeps Cope, 1878
- Cnemidophorus angusticeps petenensis
Beargie & McCoy, 1964

Statut de conservation UICN

 LC  : Préoccupation mineure
Aspidoscelis angusticeps est une espèce de sauriens de la famille des Teiidae.

## Répartition
Cette espèce se rencontre :
- au Guatemala ;
- au Belize ;
- au Mexique dans les États du Yucatán, de Quintana Roo et de Campeche.

## Sous-espèces
Selon The Reptile Database (9 mai 2012) :
- Aspidoscelis angusticeps angusticeps (Cope, 1878)
- Aspidoscelis angusticeps petenensis (Beargie & McCoy, 1964)

## Publications originales
- Beargie & Mccoy, 1964 : Variation and relationships of the teiid lizard Cnemidophorus angusticeps. Copeia, vol. 1964, no 3, p. 561-570.
- Cope, 1878 "1877" : Tenth contribution to the herpetology of tropical America. Proceedings of the American Philosophical Society, vol. 17, p. 85–98 (texte intégral).